# استاندارد آلایندگی خودرو
استانداردهای انتشار الزامات قانونی حاکم بر آلاینده های هوای منتشر شده در جو هستند. استانداردهای انتشار محدودیت های کمی را برای مقدار مجاز آلاینده های خاص هوا تعیین می کند که ممکن است از منابع خاصی در بازه های زمانی خاص منتشر شود. آنها به طور کلی برای دستیابی به استانداردهای کیفیت هوا و محافظت از زندگی انسان طراحی شده اند. مناطق و کشورهای مختلف استانداردهای متفاوتی برای آلایندگی خودروها دارند.